# Roger Craig
Pour les articles homonymes, voir Craig et Roger Craig (homonymie).
(en) Statistiques sur pro-football-reference
Roger Timothy Craig, né le 10 juillet 1960 à Davenport, est un joueur américain de football américain.
Il a notamment joué aux 49ers de San Francisco, les Raiders de Los Angeles et les Vikings du Minnesota en National Football League (NFL). Il a remporté 3 fois le Super Bowl avec les 49ers, en 1985, 1989 et 1990.